# Майдан-Бжезіцький
Майдан-Бжезіцький (пол. Majdan Brzezicki) — село в Польщі, у гміні П'яскі Свідницького повіту Люблінського воєводства.
Населення — 132 особи (2011).

## Демографія
Демографічна структура станом на 31 березня 2011 року:
|          | Загалом | Допрацездатний вік | Працездатний вік | Постпрацездатний вік |
| -------- | ------- | ------------------ | ---------------- | -------------------- |
| Чоловіки | 64      | 11                 | 43               | 10                   |
| Жінки    | 68      | 13                 | 40               | 15                   |
| Разом    | 132     | 24                 | 83               | 25                   |